# Гэмурарь, Антон Севастьянович
Антон Севастьянович Гэмурарь (рум. Anton Gămurari; 15 августа 1950 — 17 марта 2021) — генерал-майор полиции Молдавии, первый командир бригады полиции специального назначения «Фулджер», политик. Кавалер Ордена Республики.

## Биография

### Карьера в полиции
Родился 15 августа 1950 года в Кишинёве. Один из девяти детей в семье. Родители работали в Кишинёвском институте сельского хозяйства. Окончил среднюю школу с отличием, но устроился на завод водителем, чтобы помогать семье. После смерти отца отправился в армию проходить срочную службу, также окончил школу МВД в Кишинёве. В 1977—1981 годах — курсант Ленинградского высшего общевойскового командного училища. С собственных слов, сделал блестящую карьеру офицера советской армии.
5 декабря 1991 года постановлением правительства Молдавии была сформирована полицейская бригада особого назначения «Фулджер», во главе которой стал полковник Антон Гэмурарь. 13 декабря того же года бригада вступила в бои против сил ПМР за полицейский участок в Дубоссарах, потеряв 4 молдавских полицейских. В марте 1992 года бригада форсировала Днестр, приняв участие в боях за Дубоссары, Кочиеры и Коржево. В июне 1992 года руководил операцией по освобождению полицейских, попавших в блокаду в Бендерах. Всего за время конфликта в Приднестровье бригада «Фулджер» под руководством Гэмураря участвовала в боях за Дубоссары, Вулканешты, Кочиеры, Кошницу, Бендеры, Кицканы и Дороцкое. В ходе войны Гэмурарь был произведён в полковники, а месяц спустя награждён Орденом Республики и произведён в генерал-майоры распоряжением Мирчи Снегура. Пост командира бригады «Фулджер» он занимал до 1997 года, а после окончания боевых действий был назначен заместителем министра внутренних дел. Он участвовал в формировании всех спецподразделений МВД Молдавии.
По словам самого Гэмураря, с поста командира бригады «Фулджер» его сняли молдавские власти, поскольку видели в бригаде угрозу. На тех же основаниях его сняли и с поста заместителя министра внутренних дел, поскольку он якобы попытался «навести порядок» и помешал чем-то молдавским властям. С ноября 1997 по 29 июля 1999 года Гэмурарь занимал пост генерального директора Департамента гражданской обороны и чрезвычайных ситуаций: формально его сняли после того, как были обнаружены огромные перерасходы бюджетных средств, а его преемником назначили Константина Анточа. Сам Гэмурарь утверждал, что им была создана специальная рота в Департаменте гражданской обороны, а уровень подготовки которой в своё время он «имел неосторожность продемонстрировать», за что и был уволен с должности.

### Политическая деятельность
В дальнейшем Гэмурарь занимал пост вице-президента Национального союза ветеранов войны за независимость. От каких-либо высоких постов в правительстве он отказывался, поскольку всякий раз от него якобы требовали безоговорочную поддержку властей; сам он утверждал, что его после награждения в 1992 году Орденом Республики молдавские власти тайно договорились создавать ему препятствия при попытке устроиться в гражданские структуры. Также он неоднократно обвинял Россию в том, что она своими действиями якобы препятствовала мирному разрешению конфликта в Приднестровье.
Фамилия Гэмураря упоминалась в списке кандидатов в Парламент Молдавии от партии «Единая Молдова», которая участвовала в парламентских выборах, состоявшихся 5 апреля 2009 года. Через неделю после выборов в Кишинёве произошли массовые беспорядки, сопряжённые со стычками манифестантов с полицией. Гэмурарь и ещё два молдавских генерала, Тудор Ботнару и Виктор Кэтанэ, обвинили бригаду «Фулджер» в том, что именно она инициировала беспорядки, что сами бойцы бригады опровергли. В июле 2009 года в молдавской газете Flux была опубликована статья «Генералы заходящего солнца, или сколько стоит офицерская честь?» (рум. Generalii soarelui apune sau cât costă onoarea unui ofiţer?), в которой говорилось о связях Гэмураря и ещё ряда руководителей молдавских силовых структур с преступным миром и действовавшей государственной властью. Через неделю в очередном номере были опубликованы свидетельства сослуживцев Гэмураря, которые обвиняли его в том, что он, будучи командиром подразделения, незаконно продал ряд земельных участков и строившихся квартир своим знакомым, оставив без жилья ряд участников боевых действий, которым по закону полагалось жильё от государства.
В 2015—2016 годах Гэмурарь был организатором акций протеста со стороны движения «Достоинство и справедливость», требовавшего отправить в отставку молдавское правительство. В интервью телеканалу JurnalTV Гамурарь утверждал, что правительство якобы разрешило силовикам стрелять по протестующим. В 2019 году он безуспешно пытался избраться депутатом в Каушанах от блока ACUM. 2 марта 2020 года Гэмурарь был назначен советником премьер-министра Молдавии Иона Кику по делам ветеранов. В тот же день во время протеста ветеранов боевых действий на площади Великого Национального Собрания он вышел на сцену и заявил о своём назначении, а в ответ на освистывание со стороны протестующих показал им неприличный жест. Хотя позже Гэмурарь принёс извинения за необдуманные действия и несдержанные эмоции, на следующий день он был немедленно уволен с должности советника по собственному желанию.
Антон Гэмурарь скончался 17 марта 2021 года от коронавирусной инфекции COVID-19, через несколько дней после смерти своей жены.

## Награды
- Орден Республики (24 августа 1992) — в знак высокого признания отваги, мужества и самопожертвования, проявленных в боях за независимость и территориальную целостность Республики Молдова, высокий профессионализм в организации и проведении военных операций[4]

## Комментарии
1. ↑  В русскоязычных источниках встречается написание фамилии Гамурарь[3], не соответствующее правилам румынско-русской практической транскрипции